# 토모나리 소라
토모나리 소라(일본어: 友成 空, TOMONARI SORA, 2002년 ~ )는 일본의 싱어송라이터, 라디오 진행자이다. 오카야마현 오카야마시 히가시구 출신이다.